# Athérome
L'athérome correspond à un remaniement réversible de l'intima des artères de gros et moyen calibre (aorte et ses branches, artères coronaires, artères cérébrales, artères des membres inférieurs) par accumulation segmentaire de lipides, glucides complexes, sang et produits sanguins, tissus adipeux, dépôts calcaires et autres minéraux. Il est entre autres responsable de la maladie coronarienne.